# Зибенбах
Зибенбах (нем. Siebenbach) — община в Германии, в земле Рейнланд-Пфальц.
Входит в состав района Майен-Кобленц. Подчиняется управлению Фордерайфель. Население составляет 208 человек (на 31 декабря 2010 года). Занимает площадь 3,41 км².